# Vieille ville (Bakou)
La vieille ville de Bakou (en azéri : İçərişəhər) est un quartier historique résidentiel et une réserve historico-architecturale au centre de Bakou, capitale de l'Azerbaïdjan. Plus de 1 300 familles habitent sur la surface de 221 000 m2, occupée par la réserve.

## Description

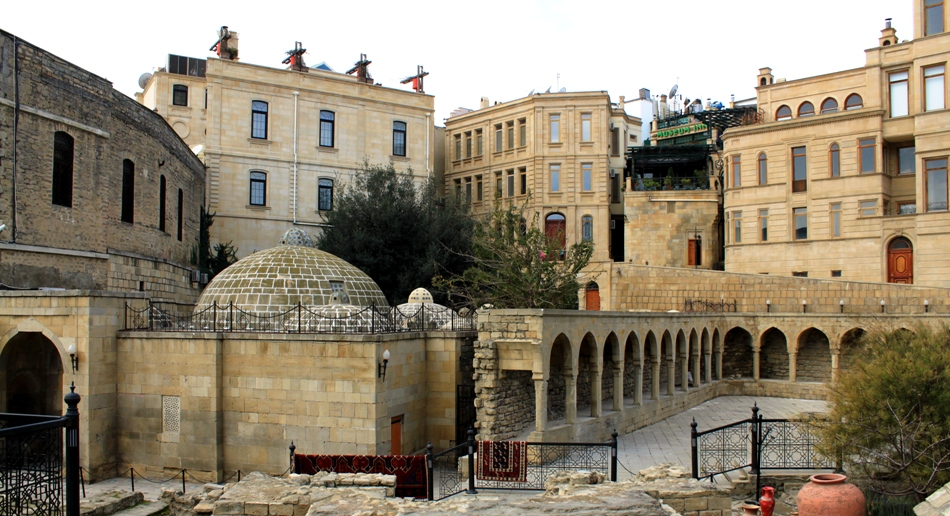
Bâtiments de la vieille ville.

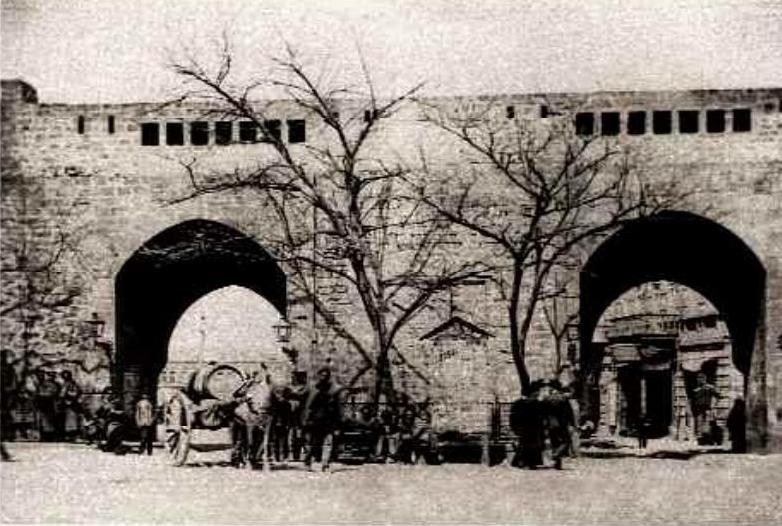
Les portails de la Vieille ville, au XIXe siècle.

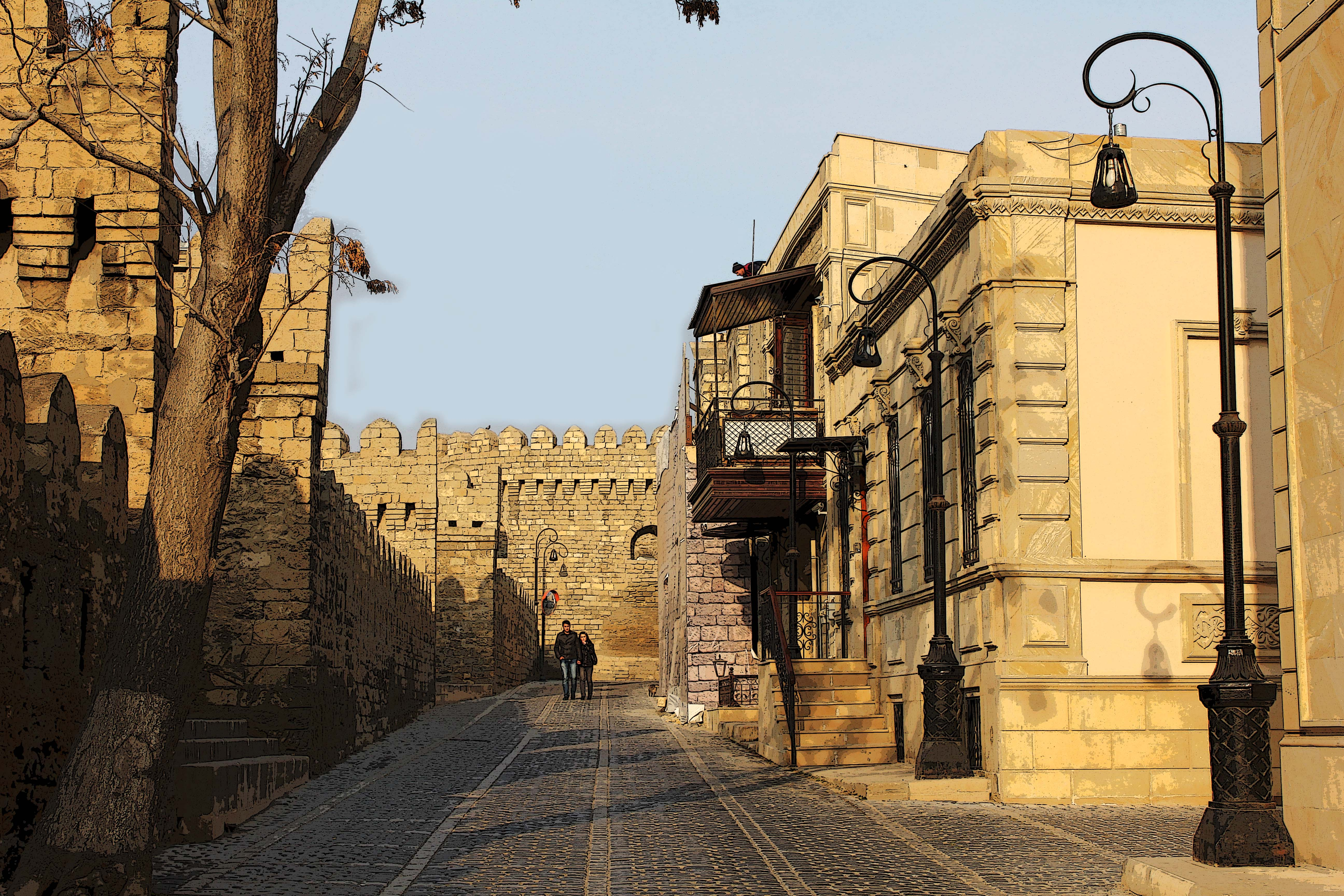
L'une des rues de la vieille ville.

Le territoire de la réserve est peuplé encore à l’âge du bronze. À la suite des fouilles archéologiques, il a été révélé, que le territoire de la Vieille ville était déjà densément peuplé du VIIe au XIe siècle. 
Les métiers artisanaux et le commerce y étaient développés. Au XVe siècle, le Chirvanchah avait transféré sa résidence de Chémakha à Bakou, ce qui a contribué à la « cristallisation » de la Vieille ville. De 1747 à 1806, Bakou, concentrée essentiellement dans la Vieille ville, était la capitale du khanat de Bakou. Après l’occupation de Bakou par les troupes russes en 1806 et surtout après le boom pétrolier (au milieu du XIXe siècle et au début du XXe siècle) Bakou a grandi rapidement et est sortie au-delà des murs de la Vieille ville.
Les monuments les plus importants de la Vieille ville sont la Tour de la Vierge et l’ensemble du Palais des Chirvanchakhs, considéré comme la perle de l’architecture azerbaïdjanaise. À part cela, il y a sur le territoire de la réserve des dizaines de monuments historiques : mosquées, Caravansérails, bains, maisons, quelques musées, ambassades, hôtels, sites de commerce, cafés et restaurants.
En 1977, la Vieille ville a été déclarée réserve historico-architectural, et en 2000, ensemble avec le Palais des Chirvanchakhs et la Tour de la Vierge, elle a été incluse dans la liste du patrimoine mondial de l’UNESCO. La Vieille ville était le premier site, inclus dans la liste du Patrimoine Mondial.

### Lieu d'emplacement
La Réserve historico-architecturale « Itcheri-cheher » (Vieille ville) est située dans le district Sabaïl de Bakou, sur une petite colline, près de la mer Caspienne. La Vieille ville est entourée des murailles, dont la hauteur est de 8-10 m, et la largeur est de 3,5 m.
Elle se trouve du côté sud-est de la rue « Istiglaliyyat » et du côté nord-ouest de l’avenue « Neftchilar », à l’est de la station du métro « Vieille ville ». À l’est, la réserve est connectée avec la rue Aziz Aliyev, au sud-ouest de la réserve est situé le parc du Théâtre Philharmonique.

## Histoire

### Antiquité
Bakou appartenait au type des villes, qui surgissaient des anciens peuplements sur un territoire fortifié de murailles et entouré de fossés. La question de l’apparition de Bakou en tant que localité et ville n’est toujours pas précisée faute d’étude approfondie du point de vue archéologique. Il est considéré, que les gens étaient attirés par ces endroits à cause du pétrole et du sel, contenus dans les sous-sols de Bakou, ainsi que par l’emplacement favorable sur la côte, possédant une baie naturelle. Les trouvailles comme la cruche des IIIe et Ier siècles av. J.-C., révélée lors des fouilles dans la cour du Palais des Chirvanchahs, des fragments de la vaisselle céramique des IVe-Ier siècle av. J.-C. et Ier siècle apr. J.-C., des embouts des flèches en fer, trouvés sur le territoire de la mosquée de Mohammed, une figurine de femme d’argile de l’âge de fer, les bases des colonnes antiques de la Vieille ville permettent de dater la forteresse de Bakou de la période antique. Au Ier siècle Bakou était déjà un petit port.

### Haut Moyen Âge
Sous les Sassanides, Apchéron avec le centre à Bakou représentait l’unité administrative, faisant une partie de Chirvan, qui était une province de l’état Sassanide. Après la conquête du territoire par les Arabes, les Chirvanchakhs étaient devenus les gouverneurs de la province Chirvan qui comprenait, à part Bakou, Chemakha, Derbent et d’autres villes.
Al-Balazouri, Al-Massoudi et d’autres auteurs arabes informent, que Khosrov Anouchirvan avait choisi et désigné les souverains-chahs, ayant offert à chacun un royaume. Parmi eux il y avait le chah de Chirvan, nommé Chirvan-chah. 
Les renseignements sur les événements de Bakou durant la période du VIIe  au  Xe siècle sont fragmentaires. Il est connu, que la ville avait subie les attaques du nord, de la part des Rousses et des Turcs. Notamment, en 914, la côte de Bakou avait été attaquée par les Rousses. Selon les paroles de Massoudi, les Rousses avaient atteint la littorale pétrolifère dans le royaume des Chirvanchahs, connue sous le nom de Bakou. Le chirvanchah Ali ibn Khaysam, qui n’avait pas de flotte sur la mer Caspienne, avait dirigé son armée contre eux sur les bateaux marchands et les péniches. Les Rousses avaient attaqué l’armée de Chirvanchah et des milliers de musulmans ont été tués et noyés. Les raids à Bakou et à Apchéron étaient répétés plus tard.
Al-Mukaddassi décrit Bakou comme une ville « sur la mer, unique port de la région ». Mais, il est connu qu’au VIIIe et au début du IXe siècle, Bakou n’était pas un port important et n’était pas dans le nombre des grands centres commerciaux du pays. Les pièces de monnaie de l’époque des Sassanides (Ve –VIIe siècles), des Abbassides et des Chirvanchahs, trouvées sur le territoire de la ville témoignent des rapports entre Bakou et d’autres villes. C’est à la fin du Xe siècle, que les auteurs arabes mentionnaient Bakou comme une ville portuaire importante. 
La ville elle-même située sur la colline était entourée des fortifications. Une couche de la ville, découverte près de la façade sud-est du Palais des Chirvanchahs date du VIIIe siècle. Les approfondissements sous forme des coupes, décelés dans différentes parties d’Itchéri-chahar témoignent des peuplements avant VIIIe siècle. Les monuments architecturaux, se rapportant à la période antique de la ville, ne se sont pas conservés.

### Les années de règne des Chirvanchahs
À cause de l’effondrement du Califat Arabe aux Xe-XIe siècle, les gouverneurs de certaines régions, y compris les Chirvanchahs, ont commencé à régner indépendamment. À l’époque, Bakou et Chemakha étaient des villes riches et étaient subies aux invasions des étrangers. Ainsi, en 1030, à proximité de Bakou, une bataille a eu lieu entre les Rousses et l’armée de Chirvanchah Manuchehr Ier ibn Yazid. La victoire des Rousses leur a permis d’avancer le long de la rivière Araxe et d’envahir Baylagan. Un an plus tard, les rousses ont de nouveau attaqué Chirvan, étant passés par Bakou. Pourtant, le gouverneur d’Arran, appartenant à la dynastie des Chaddadines, Moussa ibn Fadl, les a abattus et les a expulsés du pays.
Dans les années 1940 du XIe siècle, les Chirvanchahs dressaient des fortifications autour des villes en raison du danger des invasions de la part des Turcs-Oghuzes. À cette époque, les sources mentionnent leur première pénétration. 
Au début du XIe siècle, les Seldjoukides, une des branches des Oghouzes, ont formé un empire puissant et ont commencé à menacer les pays de l’Asie Mineure. En 1066, les Oghouzes dirigé par Kara-Tékine ont attaqué Chirvan et Bakou. Après Kara-Tékine, d’autres souverains Seldjoukides, tels que Kaymas et Alparslan, ont entrepris des campagnes militaires. Pourtant, les Chirvanchahs gouvernaient toujours indépendamment. Ce n’est qu’après l’arrivée au pouvoir de Saou Teguine, gouverneur de l’Irak (arabe et perce) le Chirvanchah Faribouz est devenu vassal Seldjoukide. Dans le second trimestre du XIIe siècle, Ildéguiz a envahi tout le Chirvan, y compris Bakou. À la fin du XIIe siècle, les Chirvanchahs étaient formellement indépendants, mais en pratique se trouvaient sous la domination des Ildeguizides.
On considère, qu’après le tremblement de terre à Chémakham en 1191, le Chirvanchah Akhsitan Ier a transféré sa résidence à Bakou. Les Chirvanchahs ont décoré la ville par une série de constructions et l’ont fortifiée. Dans la première moitié du XIIe siècle ont été bâties les murailles de fortification. La Tour de la Vierge faisait partie des installations de défense militaire. Il est connu, que les Chirvanchahs s’alliaient avec les souverains géorgiens dans la lutte contre les Seldjoukides. Les annales géorgiennes informent, qu’en 1222, le roi Georges IV de Géorgie, fils de Tamar de Géorgie, arrive à Bakou pour participer à un mariage. L’importance de Bakou comme l’une des villes riches de Chirvan et un port important sur la mer Caspienne augmente. Dans sa kasida, vantant le Chirvanchakh Akhsitan ibn Manuchehr, Khagani Chirvani parle de Bakou comme de la forteresse et de la ville importante de l’orient, le comparant avec Bestam, ville fortifiée de Khorasan.
En 1220, les Mongols ont pénétré à Chirvan. Ayant envahi Serab et Beylakan, ils ont détruit Chémakha et sont partis par le passage de Derbent. La deuxième invasion des Mongols a eu lieu en 1231. Des grandes villes comme Gandja, Barda, Beylakan, Chabran n’ont pas pu se rétablir après l’invasion des Mongols. Le géographe azerbaïdjanais du XVe siècle Bakouvi informe, que les Mongols avaient du mal à prendre Bakou, dont les habitants résistaient longtemps. Ce n’est qu’après la conquête de tout le pays la ville était obligée de se soumettre.
En 1258, le petit-fils de Gengis Khan, Khulagu-khan a envahi Bagdad, ayant mis fin au Califat des Abbassides, en fondant la dynastie des Khulaguides. Les Ilkhanides ont occupé la Transcaucasie. Comme ils ne reconnaissaient pas les droits de Djotchi à ces terres, les conflits entre les Ilkhanides et l’Horde d’or avaient duré près de cent ans. Durant ces années, la frontière entre les états passait tantôt près de Derbent, tantôt près de Bakou. Pendant cette période, les Chirvanchahs gouvernaient dans leurs domaines avec les droits des vassales des Mongols, participaient à des campagnes militaires des souverains Ilkhans. Lors du règne des Ilkhans, Bakou était lieu de l’hivernage des souverains mongols. En 1297, Gazan-khan était arrivé à Bakou pour l’hivernage. Odorico Pordenone écrit, relatif au khan : « Ici, (à Sultaniye) le khan passe l’été, en hiver il déménage dans une autre ville, appelée Bakouk (Bacuc) ».
Après l’effondrement de la Horde mongole au début du XIVe siècle, les Chirvanchahs luttaient avec les Tchobanides et ensuite les Djelaïrides sur le territoire de l’état des Ilkhanides. Les pièces de monnaie de l’an 1360 avec l’empreinte du nom du Sultan Cheykh Uveys, trouvées à Bakou, font croire à la conquête de Bakou de la part des Djélaïrides. Chirvan a aussi été soumis aux pénétrations de Toktamich et de Timour, dont informent les pièces de monnaie de la fin du XIVe siècle, portant l’empreinte de son nom. Le Chirvanchah Cheykh Ibrahim participait avec Timour à la guerre contre le Sultan Bayazide. Il accompagnait Timour, en venant à Haleb au moment où Timour entrait en Syrie en 1400. Après la mort de Tamerlan, Chirvan devient indépendant. Même après la conquête du pays de la part de Kara-Yusuf, le Chirvanchah Ibrahim était formellement le vassal des souverains de l’état Kara-Koyunlu. Il était souverain subordonné de Shaki jusqu’à Derbent.
Du début du XVe jusqu’au début du XVIe siècle le pays était libre du joug étranger et Chirvan restait indépendant pendant cent ans. Le fils d’Ibrahim, Khalil Ullah Ier, qui gouvernait le pays jusqu’à 1465, restait indépendant, soutenait les Timourides, qui luttaient contre les souverains de Kara-Koyunlu. Quand Khalil Ullah était arrivé à l’état-major de Chahroukh à Karabakh, le dernier a voulu le rendre membre de sa famille et l’a fiancé avec l’arrière petite-fille de Timour. Khalil Ullah a commencé la construction dans les pays de Chirvan et, en particulier, à Bakou, devenu à cette époque capitale de l’état. Sous son règne a été commencée la construction de l’ensemble du Palais des Chirvanchahs, des Karavan-sérails et des ponts,,.

## Monuments architecturaux

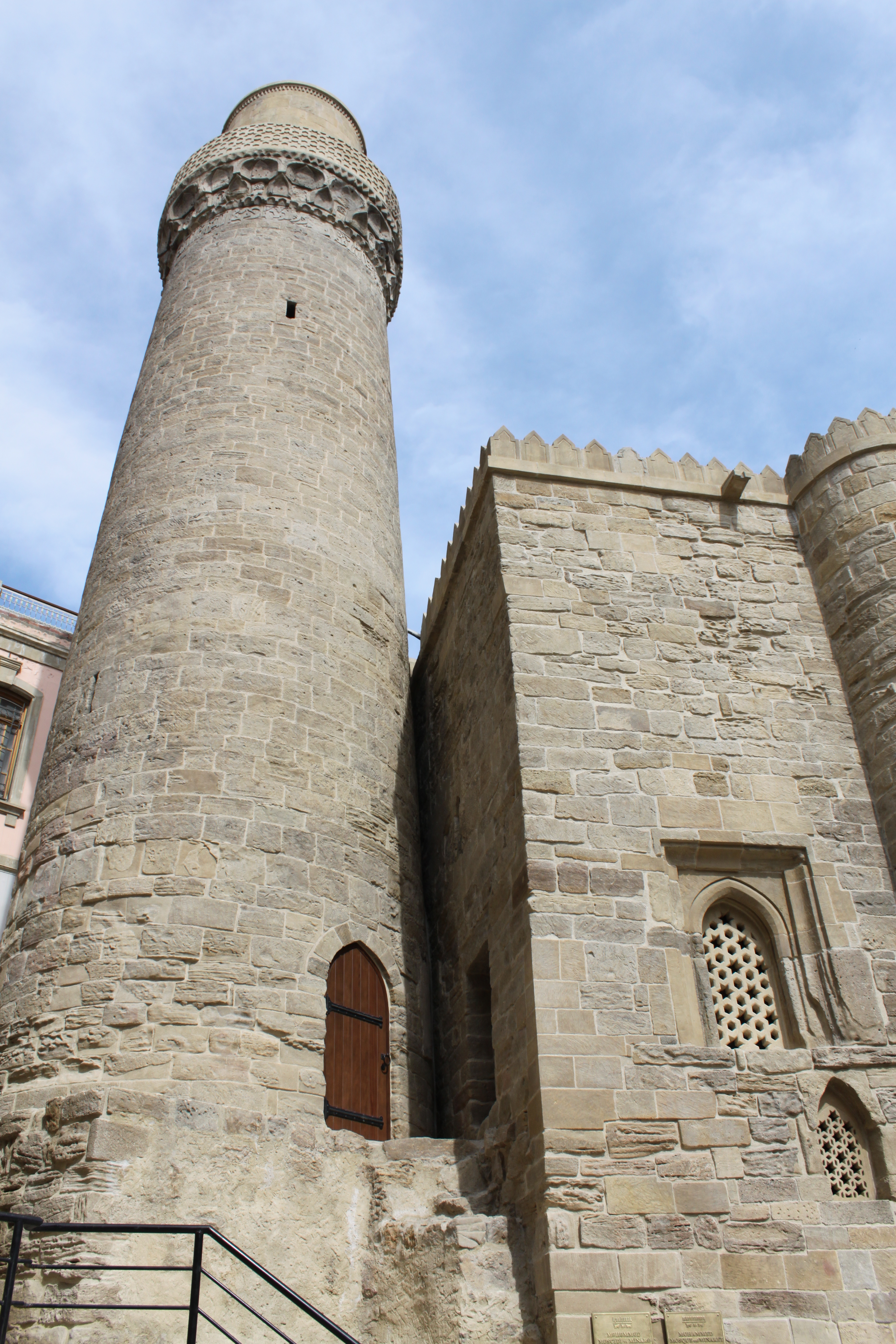
Mosquée de Muhammed

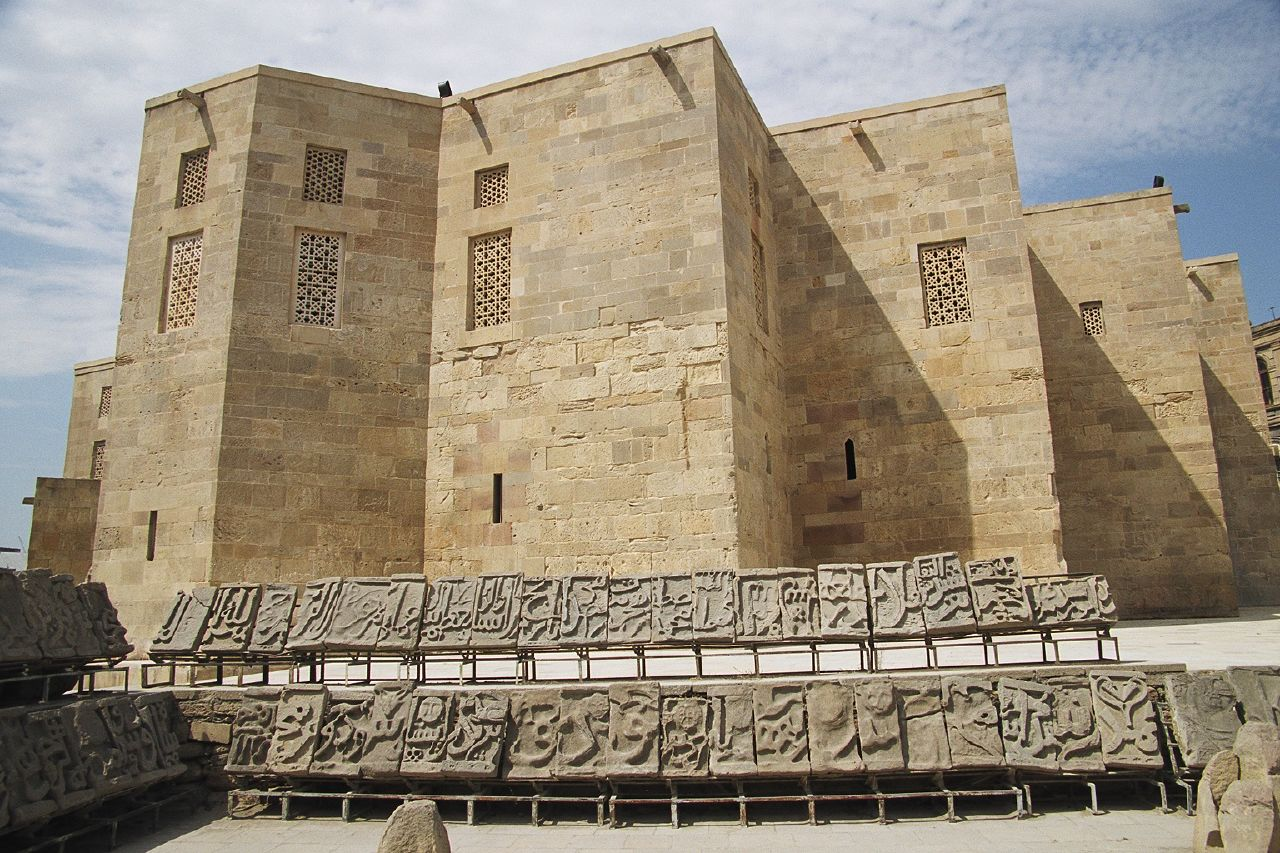
Le palais des Chirvanchahs

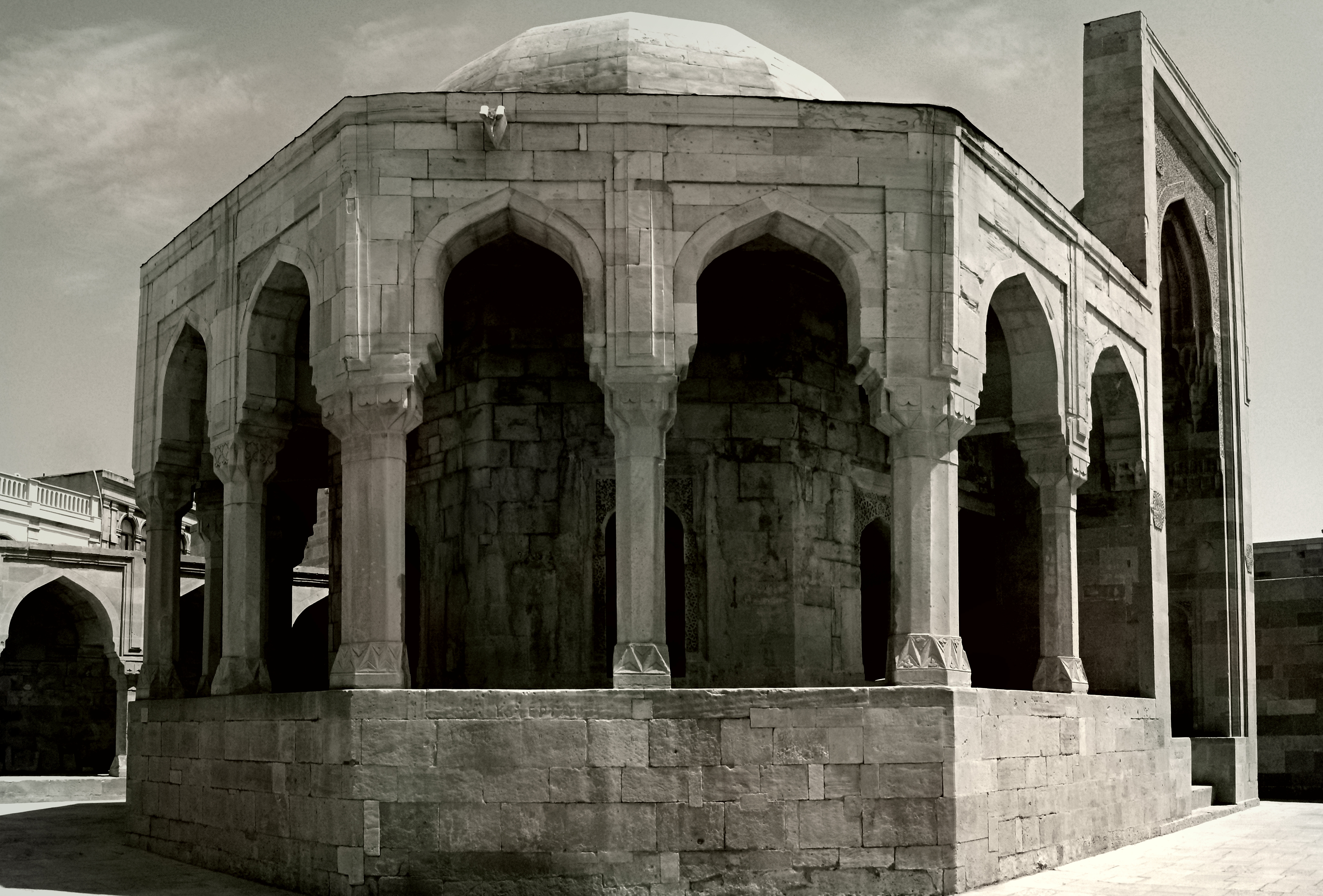
Divan Khane (Le palais des Chirvanchahs)

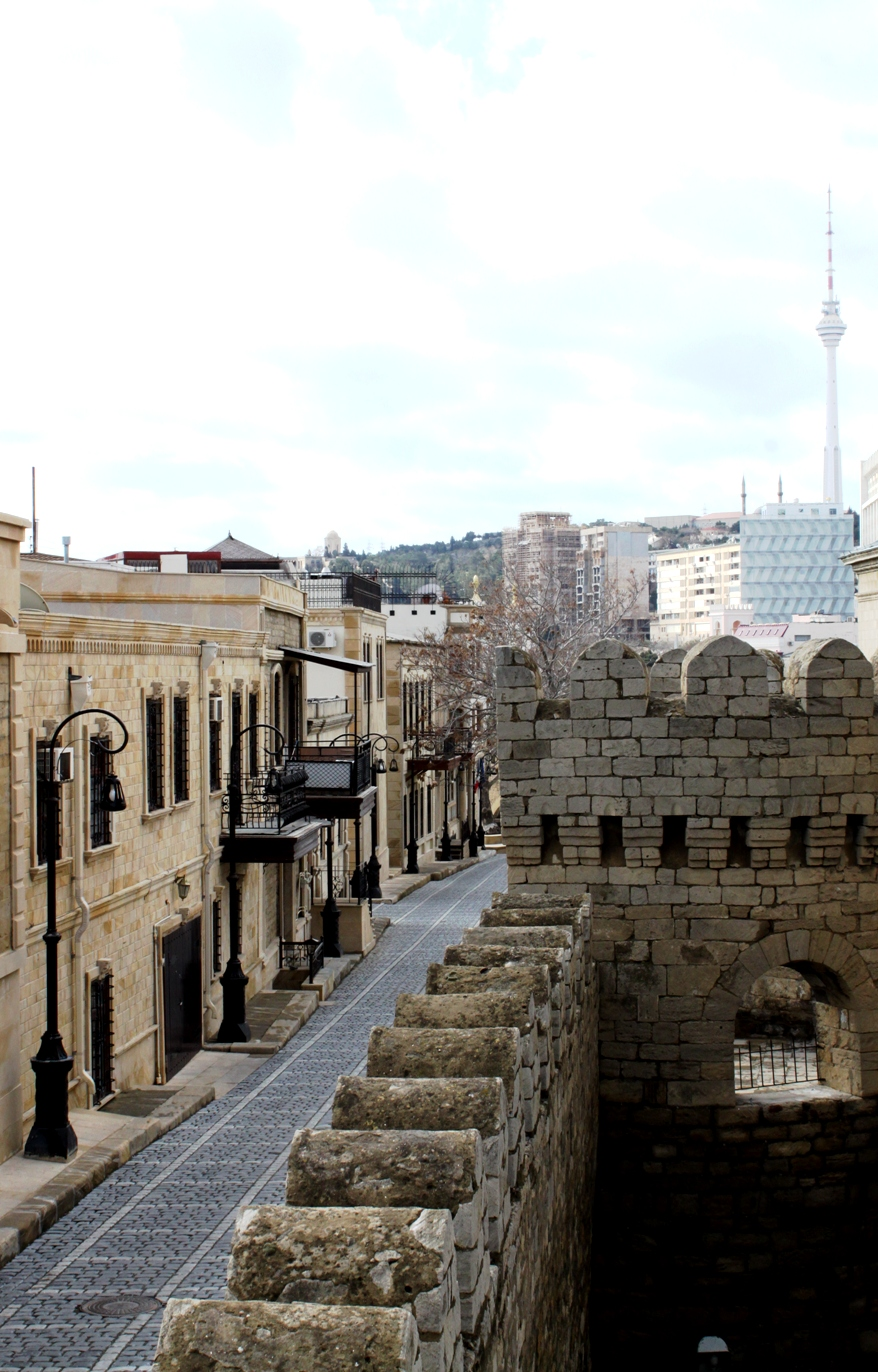
Le mur de la forteresse

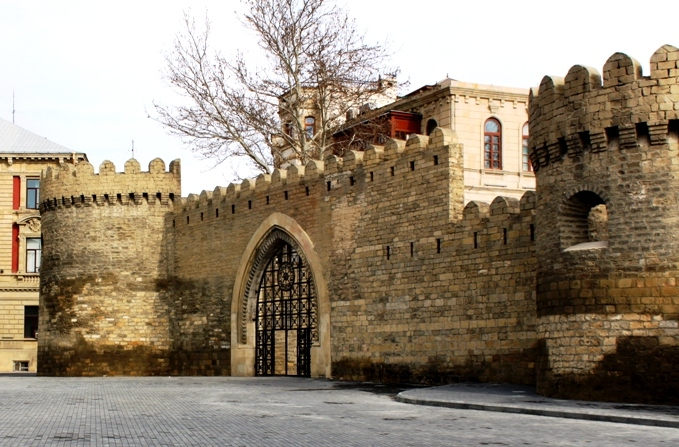
Eastern Gate

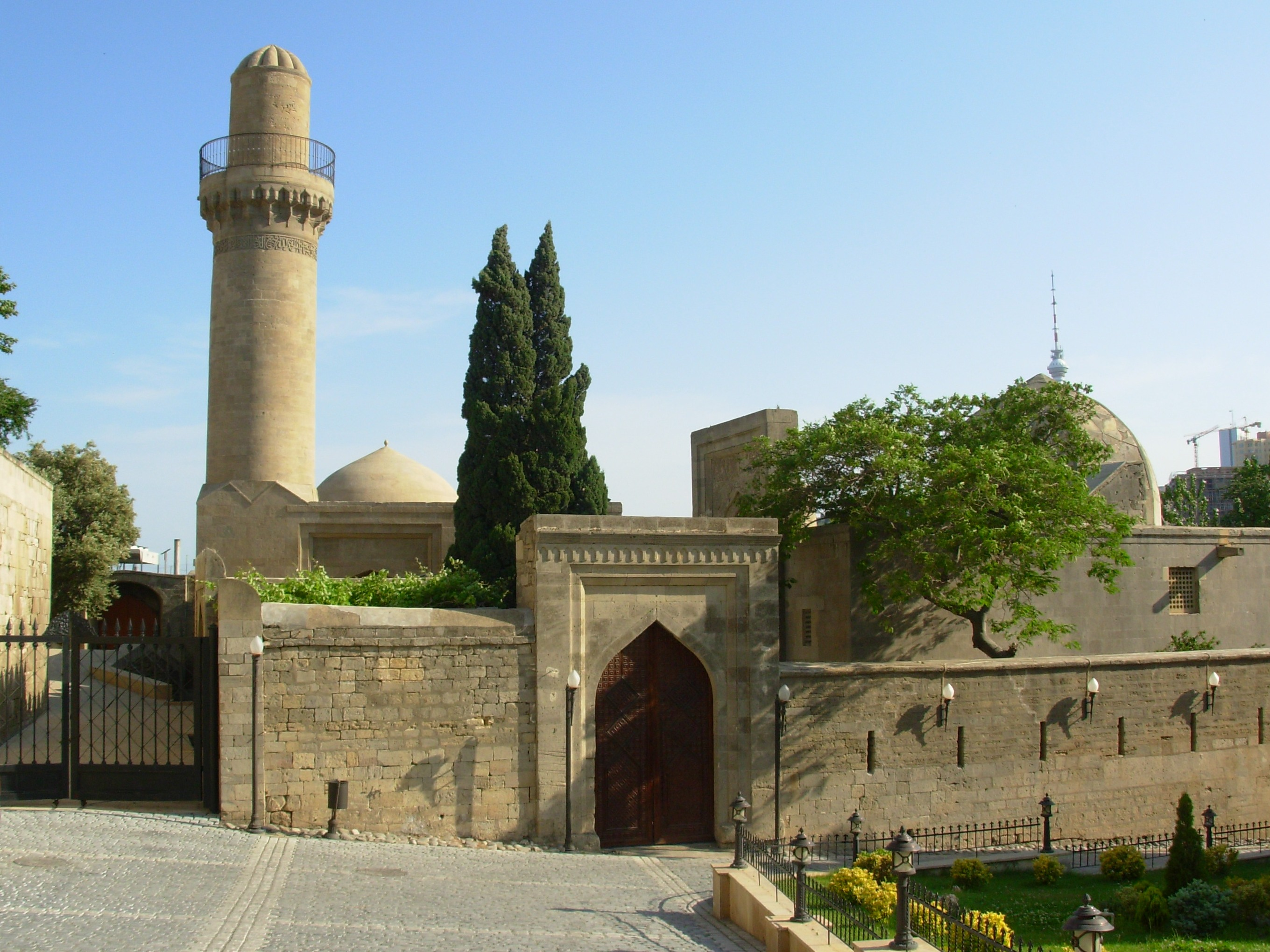
Mosquée du Palais

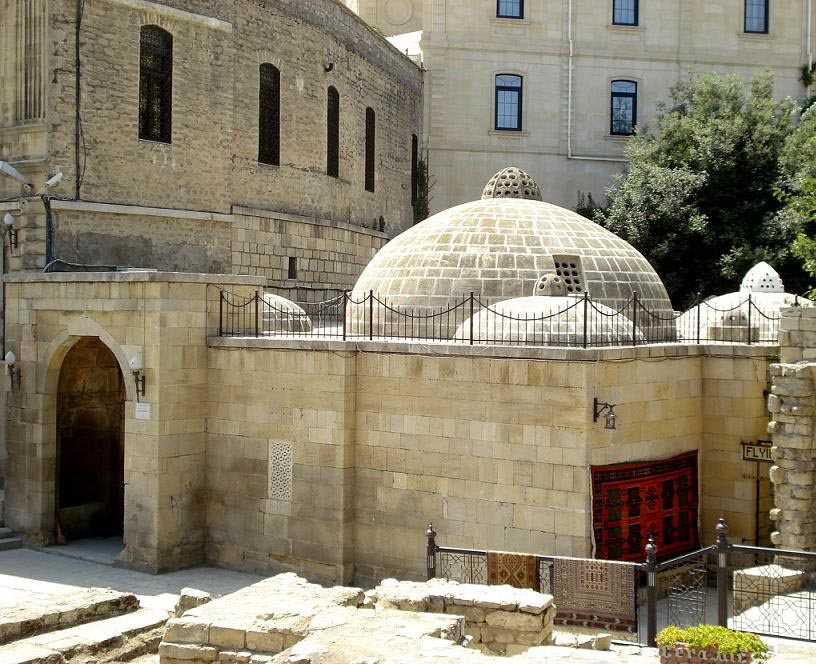
Le bain (hammam) de Hadji Gaïb Hacı

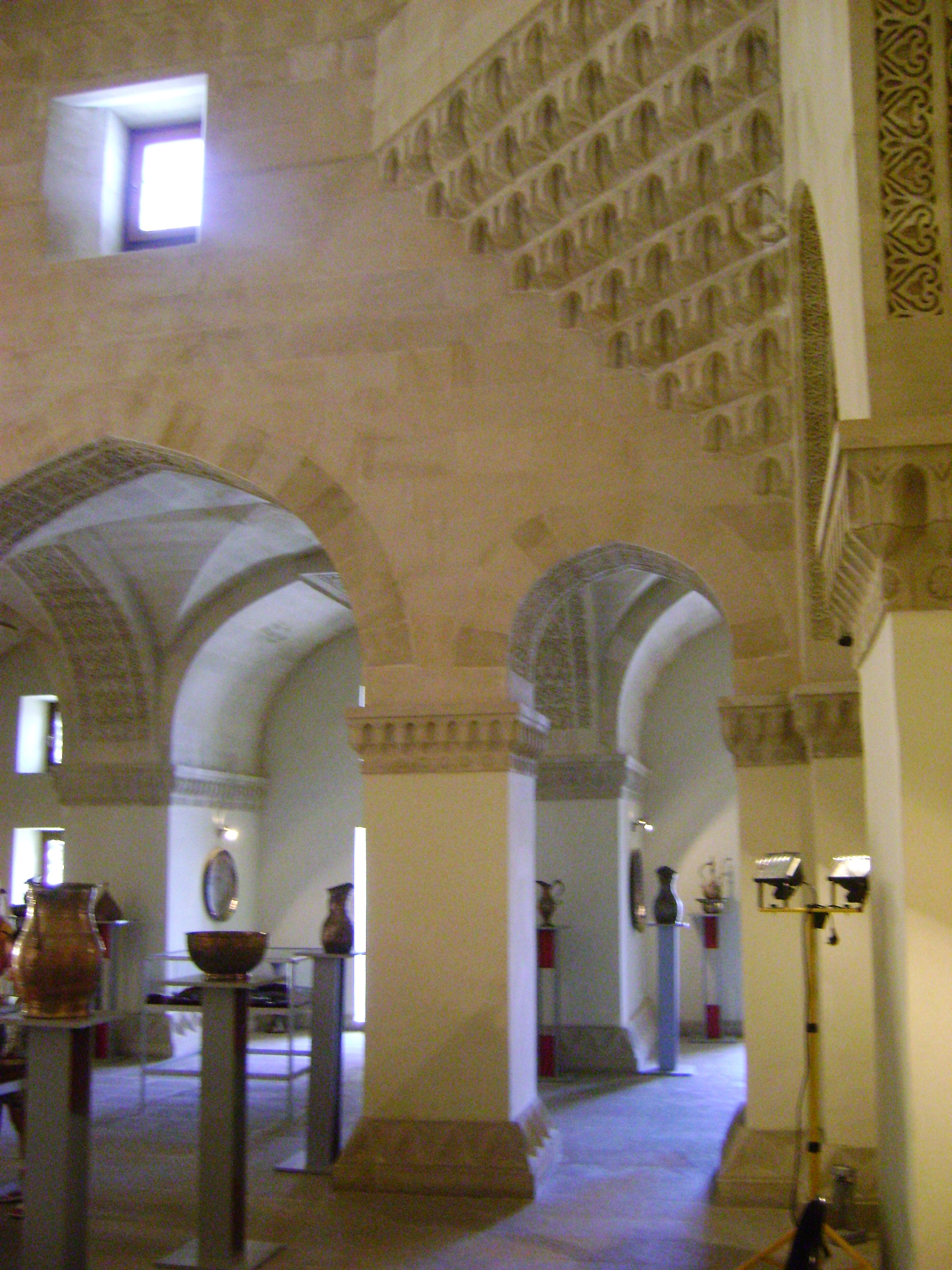
Palais des Chahs de Chirvan

- La Tour de la Vierge (en azéri : Qız Qalası) est une construction en forme de forteresse près de la côte maritime de la « Vieille ville ». C’est un des composants importants de la « façade » maritime de Bakou. La tour est construite sur une falaise, couverte de pierre de taille et protégé par un rempart avec une structure de saillies semi-circulaires, s’élevant du pied presque jusqu’au sommet.
- Le portail de Chemakha (en azéri : Şamaxı qapıları). Connu sous le nom de Qoşa qala qapısı (Double portail de la forteresse), est l’une des entrées principales à la Vieille Ville (Itcheri Cheher). Jusqu’à la fin du XIXe siècle, le portail de Chemakha était l’unique portail de la forteresse (on l’appelait encore portail de « Chah Abbas »). En 1968, le gouverneur militaire de Bakou s’adresse à la Circonscription militaire du Caucase, en proposant de démolir les murs de la forteresse dans le but d’aménager la ville. Deux ans plus tard, il a été autorisé de supprimer le rang extérieur de la forteresse. En 1886, cette question a été soulevée à nouveau à la réunion de la Douma, et le deuxième rang des fortifications a été supprimé. Et le portail du deuxième rang, appelé « portail de Zulfugar khan » a été installé à côté du portail de Chemakha. Et, ainsi, est apparue la notion de Double portail de la forteresse[7].
- Palais des Chirvanchahs (en  azéri : Şirvanşahlar sarayı). L’ensemble médiéval du palais des Chirvanchahs est situé sur l’une des collines de la Vieille Ville. La construction du palais a été entamée au XIIe siècle et a été achevée définitivement au XVe siècle. Le palais a été placé dans trois patios, sur les niveaux divers. Le palais et le sanctuaire du Chirvanchah Farruh Yassar, appelé aussi Divankhane, se trouvent dans la cour supérieure. Dans la cour inférieure se trouvent la mosquée du palais et le sanctuaire des Chirvanchahs-turbé. Le sanctuaire a été construit par ordre du Chirvanchah Khalil Ullah pour son fils et sa mère. Plus bas, il y a un terrain, sur lequel se placent un bain et un puits couvert, ovdan. Toutes les trois cours composent un complexe, entouré de mur de la forteresse. L’unique monument du XVIe siècle de l’ensemble est le « portail de Murad », dont l’inscription dit qu’il est édifié en 994 Hidjra (1585 - 1586) en l’honneur du Sultan Murad III[8].
- Le bain (hammam) de Hadji Gaïb Hacı (en  azéri : Hacı Qayıb hamamı). Le bain est construit à la fin du XVe siècle par l’architecte Hadji Bani sur commande de Hadji Qayib. Le bain a été situé sur la route de commerce et de caravane. Le bain était resté longtemps sous la terre et a été découvert  lors des fouilles archéologiques de 1964[7].
- Le hammam de Chah du palais des Chirvanchahs (en  azéri : Şirvanşahlar Sarayının Şah hamamı). Les bains du palais du XVe siècle, qui faisaient partie de l’ensemble du palais des Chirvanchahs, étaient situés à l’est de la cour inférieure. Ils étaient situés au sous-sol, ce qui caractéristique de tous les bains de l’Apchéron. Au-dessus de la terre s’élevaient les coupoles, dont étaient pourvus les plus grands locaux.

Le hammam a été édifié en XVIIIe siècle dans la partie sud-ouest de la forteresse, dans l’une des rues principales de la Petite forteresse, par l’habitant de Chemakha Hadji Agha Mikaïl. Dans la langue populaire, le territoire du bain était appelé quartier des employés d'établissements de bains. L’entrée est sur la rue de la Petite forteresse. Il a une forme rectangulaire avec des arcs et des coupoles.
- Bain de Kassoum-bey (en  azéri : Qasım bəy hamamı). Le bain de Kassoum-bey est construit au XVIIe siècle près du portail de Salyan. On l’appelait « bain sucré » parce qu’on y servait des sucreries avec le thé. Il consistait en un vestibule et un vestiaire, une piscine, un bain et une chaufferie. Depuis les travaux de restauration dans le bain en 1970, la « pharmacie verte » y fonctionnait[9].
- Le caravansérail de Khan (en  azéri : Xan Karavansarayı). Le caravansérail de Khan fut édifié au XIIe siècle. De plan carré, il a un patio rectangulaire aux angles coupés et est entouré de balcons. Les entrées nord et sud du caravansérail ont la forme du portail. L’entrée principale au Moyen Âge était du côté de la mer. La façade sud du caravansérail consiste en deux étages et ressemble à une construction défensive. Du côté de la rue Torgovaya (rue Nizami) au Moyen Âge, le caravansérail était composé de comptoirs, qui n’étaient pas liés directement avec la cour. Avant c’était la madrasa, qui y fonctionnait[10].

- Le caravansérail Multani (en  azéri : Multan Karavansarayı). Le caravansérail indien Multani du XVe siècle se trouve en face du caravansérail de Bukhara. C’était un lieu de séjour des adorateurs du feu de la ville de Multan en Inde. Ayant une forme carrée et  un patio, le caravansérail est édifié sur des constructions relativement anciennes. Sur le périmètre du patio il y a de petits balcons, derrière lesquels se trouvent les chambres-cellules isolées[11].
- Le caravansérail de Bukhara (en  azéri : Buxara karavansarayı). Il fut construit à la fin du XVe siècle sur la route commerciale, passant par le portail de Chemakha. Il est carré avec un portail construit en saillie et une cour octogonale. Il est entouré de balcons et de cellules. Les travaux de restauration de 1964 ont complètement libéré le bâtiment du caravansérail des bâtis supplémentaires et des annexes[12].
- Le caravansérail de Kassoum-bey (en  azéri : Qasım bəy karavansarayı). Construit au XVIIe siècle, le caravansérail appartenait à l’habitant de Bakou Kassoum-bey et à ses héritiers. Il a une forme carrée avec deux sorties ouvertes, situées sur le même axe. L’entrée au caravansérail se fait depuis le quai Sahil à cause du commerce maritime et est situé sur la route commerciale. À l’intérieur, il est octogonal. La cour est entourée de petits balcons, derrière lesquels il y a des pièces séparées[13].
- Mosquée du Palais (en  azéri : Saray məscidi). C’est une mosquée rectangulaire du XVe siècle, faisant partie de l’ensemble du palais des Chirvanchahs, situé à l’ouest du palais. Le minaret contient une inscription en écriture arabe, datée de 845 de Hidjra (1441/1442).
- Mosquée de Muhammed (en  azéri : Məhəmməd məscidi). Est connue aussi comme mosquée Sinikgala (tour cassée), selon le minaret Sinikgala de la mosquée, construite en 1078 par le maître Muhammed ibn Abu Bekr. La mosquée a reçu sa deuxième nomination après les événements de 1723, quand l’escadre militaire de l’armée russe consistant en 15 bateaux et dirigée par l’amiral Matiuchkin, s’est approchée de la ville par la mer. Il a demandé de lui livrer la ville. Les Russes ont bombardé la ville à la réponse négative du khan. L’un des boulets est tombé sur le minaret et l’a endommagé. Dès lors et jusqu’au milieu du XIXe siècle, le minaret de la mosquée n’a pas été réparé[14].
- Mosquée de Séïd Yahya (en  azéri : Seyid Yəhya məscidi) construite au début du XVIIe siècle, est située sur la route commerciale de caravane. Elle est rectangulaire avec coupole au centre. La mosquée est édifiée au frais de Séïd Yahya Murtuz, qui était son akhund. Il était enterré dans la cour de la mosquée. Actuellement, sa tombe est à l’entrée de la mosquée[15].
- Mosquée Baba Kuhi Bakuvi (en  azéri : Baba Kuxi Bakuvi məscidi). Les restes de la mosquée du IXe siècle, ont été découverts en 1990-1993  lors de fouilles archéologiques par F.Ibrahimov à côté de la tour de la Vierge. Pendant les fouilles de court terme en 1998 on a révélé deux pièces. Sur l’autel de la mosquée il y a une inscription arabe en écriture kufique, lue par l’épigraphiste M.Naymat, qui dit : « Le pouvoir appartient à Allah ». L’archéologue F.Ibrahimov suppose que cette mosquée appartenait au personnage religieux et scientifique éminent bakinois Baba Kuhi Bakuvi[16].
- Mosquée du cheikh Ibrahim (en  azéri : Şeyx İbrahim məscidi). Cette mosquée, construite en 1415, se trouve dans la partie sud de la forteresse, sur la route commerciale, donnant au portail de Salian. L’inscription épigraphique sur la façade fait preuve que la mosquée a été édifiée sur commande de Hadji Amirchah Yagub ogli. Une autre inscription dit que la mosquée avait été restaurée de la part d’Aga Kafar Hadji Murad oglu. Selon l’inscription, la mosquée a été construite pendant le règne du fils  du Sultan Cheikh Ibrahim en 818 de Hidjra (1415). C’est pourquoi, communément, cette mosquée est nommée mosquée du cheikh Ibrahim. La mosquée a une forme rectangulaire et est couverte d’une voûte de pierre en forme d’arc. Au XIXe siècle, la façade de la mosquée est divisée en trois carrés, avec une fenêtre dans chaque carré[17].
- Mosquée Beylers (des Beys) (en  azéri : Bəylər məscidi). Cette mosquée du XIXe siècle, située à l’est de l’ensemble des Chirvanchahs, est construite en 1895 à l’emplacement d'une mosquée plus vieille. L’intérieur de la mosquée est constitué du vestibule, de la salle de prière et de l’autel bien décoré. L’architecture de la mosquée réunit les principes de l’architecture européenne, orientale et locale[18].
- Mosquée de Hadji-Bani (en  azéri : Hacı Bani məscidi). La mosquée est située au nord de l’ensemble des Chirvanchahs. Suivant l’inscription épigraphique sur la façade, la mosquée a été construite par l’architecte Hadji-Bani au XVIe siècle. La coupole est au centre. En face de l’entrée il y a un autel, décoré d’une couche de stalactite[19].
- Djuma-mosquée (en  azéri : Cümə məscidi). Cette mosquée fonctionne dans la vieille ville dès le XIIe siècle. La mosquée fut édifiée à l’emplacement du Temple des adorateurs du feu. L’inscription de la mosquée annonce qu’au mois de radjab de 709 hidjra selon le calendrier musulman (l’an 1309), Amir Charaf ad-din Mahmud avait ordonné de rénover la mosquée. En XVe siècle, dans la partie nord de la mosquée on a rajouté le minaret au balcon, encerclé de stalactites. À la fin du XIXe, au début du XXe siècle, à l’emplacement de la vieille mosquée a été édifiée la nouvelle au frais du mécène Hadji Chikhali Dadachov. La coupole de la mosquée est de petit diamètre et est soutenue par quatre colonnes, situées au centre de la mosquée[20].
- Mosquée des Lezguiens (en  azéri : Ləzgi məsçidi). La mosquée est située rue Assaf Zeynalli. Elle a été construite en 1169 par le maître-constructeur Nadjaf  Achour Ibrahim oglu. Elle a reçu sa dénomination après le boom pétrolier du XIXe siècle, quand à Bakou a été observé un afflux important de travailleurs, y compris du Daguestan. Cette mosquée a été mise à la disposition des ouvriers-Lezguiens pour pratiquer les cérémonies religieuses. Elle a la forme d'un parallélépipède. Deux petites fenêtres ont été ouvertes plus tard sur la façade sud. Une petite entrée en forme d’arc, située dans la partie nord-est de la mosquée mène à une large  salle de prière. En 1970, lors de sa restauration ont été faites des fouilles archéologiques, qui ont révélé deux arcs demi-circulaires, se rapportant à la période des Sassanides[21].
- École-mosquée (en  azéri : Məktəb məscid). Cette mosquée et l’école-medersa en même temps, a été construite en 1646. Au moment des travaux dans la rue Assaf Zeynalli, la cellule de medersa s’est trouvée du côté opposé de la rue.
- Mosquée Guileyli (en  azéri : Gileyli məscid). La mosquée Guileyli ayant deux coupoles et les grilles arabesques aux fenêtres, se trouvant  dans la partie supérieure de la Vieille ville a été construite en deux étapes : en 1309, période de règne des Chirvanchahs et au XIXe siècle, de la part de Hadji Chams ad-din bey, petit-fils de Salim-khan sur la fondation de la vieille mosquée en 1805. Elle doit son nom au quartier, où habitaient les ressortissants de Guilan (marchands de soie)[22].
- Mosquée-Djin (en  azéri : Cin məscidi). La mosquée fait partie du palais des Chirvanchahs et se situe dans la partie inférieure du Portail Est. Elle a été construite au XIVe siècle et avait reçu son nom de la sourate «  Djin » du Coran[23].
- Mosquée Hadji Heybat (en  azéri : Hacı Heybət məscidi). La mosquée Hadji Heybat se trouve dans un rang des quartiers résidentiels au nord de la Vieille Ville. Elle est construite en 1791 par l’architecte Hadji Heybat Amirali oglu. La mosquée est rectangulaire et consiste en un vestibule carré, un local technique et une salle de prière, dotée de niches. Au fond de la salle de prière se trouvent les tombes de l’architecte et de son épouse.
- Mosquée Molla-Ahmed (en  azéri : Molla Əhməd məsçidi). La mosquée Molla-Ahmed est l’une des mosquées de quartier de la Vieille ville. Elle est construite à la commande de Nassir ad-din Guchtasb par l’architecte  Mahmud ibn Sad au début du XIVe siècle. Il a également édifié la forteresse à Naradaran (1301) et la mosquée à Bibi-Eybat (fin du XIIIe siècle). Molla Ahmed était akhund de la mosquée, elle s’appelait de son nom. Elle est rectangulaire. Dans la partie supérieure de la façade il y a deux lignes d’inscriptions en forme de bande, contenant une information complète, relative au constructeur du bâtiment[24].
- Mosquée Mirza-Ahmed (en  azéri : Mirzə Əhməd məscidi). La mosquée est située dans un rang des quartiers résidentiels. Elle a été construite en 1345 par Hadji Mirza Ahmed. Elle a une forme rectangulaire et consiste en un vestibule carré, un local technique, une salle de prière, dotée de niches, d’arcs en ogives et des coupoles. Au centre de la porte d’entrée il y a une inscription du Coran et le nom du constructeur[25].
- Mosquée Khidir  (en  azéri : Xıdır məscidi). Cette mosquée a été construite en 1301, sur la rue ayant différents niveaux de hauteur, ce qui a influé le style de planification architecturale de la mosquée. En 1988, à l’étage inférieur de la voûte de pierre ont été effectuées les fouilles archéologiques et les travaux de restauration sur le portail. Il a également été révélé que la mosquée était édifiée à l’emplacement du Temple des adorateurs[26].
- Place de Bazar (en  azéri : Bazar meydanı). La place de Bazar, représentant une colonnade avec des arcs en ogives a été décelée lors des fouilles archéologiques de 1964 au nord de la tour de la Vierge. Le monument est entouré de tous côtés de petits balcons et d’arcs avec des colonnes, rappelant la ville de La Mecque. Là, 52 tombes ont été découvertes ; dans certaines, l’enterrement a été effectué deux fois. Il y a des pierres tombales sculptées et en forme de mouton, ainsi que des stèles. Actuellement, le musée à ciel ouvert fonctionne là-bas.
- L’ensemble de palais des khans de Bakou (en  azéri : Bakı xanlarının evi). Les khans de Bakou habitaient au palais, qui était situé à gauche du portail de Chemakha. Après l’occupation du Khanat de Bakou par la Russie en 1806, la garnison militaire russe y était installée. Jusqu'à récemment, il y avait le bureau du commandement militaire. Auparavant, un jardin fleuri avec une piscine se trouvaient sur ce terrain. Un portail et une petite mosquée restaurée se sont conservés jusqu’à nos jours. Le bain se trouve toujours sous la terre. Un grand nombre d’échantillons de culture matérielle, la conduite d’eau et les constructions d’architecture souterraines ont été découvertes pendant les fouilles archéologiques, effectuées sur le territoire du palais des khans en 1985 - 1986[27].

Les khans suivants habitaient dans le palais à divers moments :
- Mirza Muhammed khan Ier (1747 - 1765)
- Melik Muhammed khan  (1765 - 1784)
- Mirza Muhammed khan  (1784 - 1791)
- Muhammed Goulu khan (1791 - 1792)
- Husseyn Goulu khan  (1792 - 1806)

- Mausolée de Séïd Yahya Bakouvi (en  azéri : Seyid Yəhya Bakuvinin türbəsi). Le mausolée a été construit dans les années 1457 - 1463 environ. Il se trouve au centre de l’ensemble du palais des Chirvanchahs. Dans le peuple, il est connu comme mausolée du « derviche » et appelé d’après le nom de l’astrologue de la cour y enterré, Séïd Yahya Bakouvi[28],[29].
- Donjon. C’est une tour rectangulaire, construite au XIVe siècle dans le but de conserver la forteresse et les murailles, ainsi que d’améliorer le système défensif. Selon les témoignages des sources médiévales, dans la ville de Bakou on comptait 70 demi-tours et une tour rectangulaire, située dans la partie nord de la forteresse. Ces tours étaient utilisées au Moyen Âge comme dépôts d’armes.

## Les rues de la Vieille ville

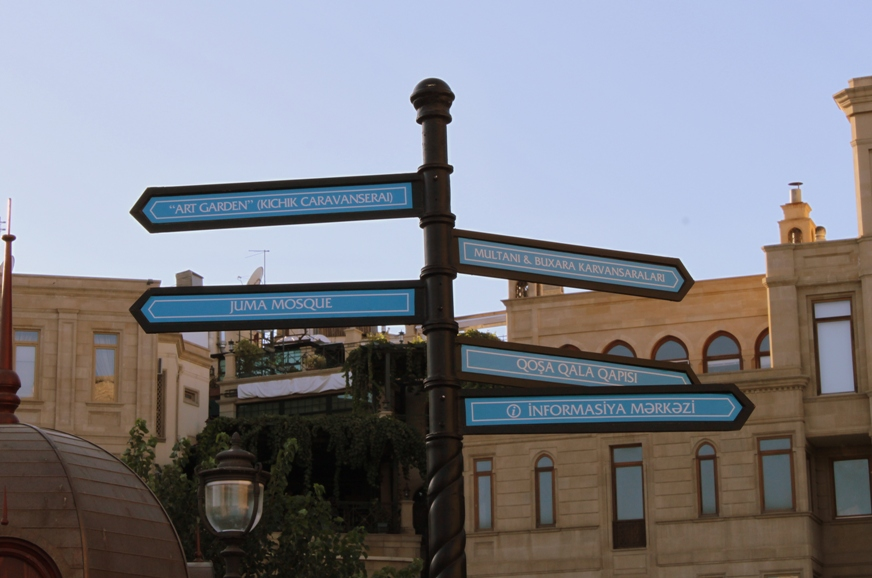
Pointeurs

Aujourd’hui, tout comme au Moyen Âge, dans la Vieille ville il y a trois  rues centrales : rue Beyuk-gala (de grande forteresse), rue Kitchik-gala (de petite forteresse, populairement – Saray yolu, qui signifie  chemin de Palais) et rue Assaf Zeynalli (pop. : de Minaret ou de Caravane).
La rue  « Beyuk–gala » commence de la place « Gala ». Dans un autre bout se trouve le double portail de Chemakha. Au Moyen Âge, sur cette place, on organisait  de diverses festivités, des divertissements et des foires. La rue de caravane sur la voie de soie (à présent Goulla, Assaf Zeynalli et V. Mammadov) était la rue principale de commerce. Elle divisait la Vieille ville en deux parties : supérieure et inférieure. Dans la partie inférieure, il y avait toujours beaucoup de monde. Ici, le commerce était bien développé. Les pêcheurs, les bateliers, les constructeurs de bateaux habitaient dans cette partie, parce qu’elle était plus près de la mer. Dans la partie supérieure, autour du palais des Chirvanchahs, étaient situés les quartiers où habitaient de riches citadins.
La rue « Kitchik-gala » longeait du Portail de Chemakha la muraille de la forteresse dans la direction nord-ouest jusqu’au Portail de Salian. Après la prise de Bakou en 1806 par les russes, le long de la rue Kitchik-gala, dans la direction du portail nord-ouest ont été construites les casernes pour les soldats russes. Après, dans ces casernes, qui se sont conservées jusqu’à nos jours, habitait la population locale. Dans cette rue il y a des monuments historiques comme Donjon, Ovdan (réserve d’eau), le quartier des employés de bains, les bains d’Aga Mikaïl, le passage souterrain le long des murailles, la Mosquée-Djin et d’autres.
La rue Assaf Zeynalli passe à côté des Caravane –Sérails Moultani et Boukhara et continue jusqu’au Caravane-Sérail de Khan. Il y avait avant une quantité considérable d’étalages commerciaux. Tout au long de cette rue se situent la Tour de la Vierge, la Place de Bazar, des monuments architecturaux, quatre caravane-sérails (Multani, Bukhara, Kassoum-bek et de Khan) les mosquées (mosquée-école, mosquée des Lezguiens, mosquée du Cheykh Ibrahim) et d’autres monuments architecturaux.
En outre, dans la Vieille ville il y a des multiples petites rues étroites, des impasses et des détours,.

## Musées
La Tour de la Vierge fonctionne en tant que musée dès 1964. Aux trois étages de la Tour de la Vierge il y a une exposition du matériel archéologique, découvert dans le puits de la Tour. C’est la vaisselle, datant du XIIe siècle, qui est restaurée. Au quatrième étage il y a  des armes, dont on se servait au Moyen Âge. Ces armes sont des moulages, dont les originaux sont gardés au Musée de l’Histoire de l’Azerbaïdjan.
L’ensemble médiéval du Palais des Chirvanchahs est situé sur l’une des collines de la Vieille Ville. La construction du palais a été entamée au XIIe siècle et a été achevée définitivement au XVe siècle. Le palais a été placé dans trois patios, sur les niveaux divers. Le palais et le sanctuaire du Chirvanchah Farruh Yassar, appelé aussi Divankhane, se trouve dans la cour supérieure. Dans la cour inférieure se trouvent la mosquée du palais et le sanctuaire des Chirvanchahs —turbé. Le sanctuaire a été construit par ordre du Chirvanchah Khalil Ullah pour son fils et sa mère. Plus bas, il y a un terrain, sur lequel se placent un bain et un puits couvert — ovdan. Tous les trois cours composent un complexe, entouré de mur de la forteresse. L’unique monument du XVIe siècle de l’ensemble est le « Portail de Murad », dont l’inscription dit, qu’il est édifié en 994 Hidjra (1585 - 1586) en l’honneur du Sultan Murad III.
Dans le musée de l’archéologie et d’ethnographie sont conservés les monuments archéologiques, se rapportant à notre ère et au période du Moyen Âge. Ici, on peut prendre connaissance des différentes cultures à partir de la culture d’Azikh. En plus, son présentés dans le musée des expositions et des échantillons  matérielles et culturelles, reflétant les traditions et les coutumes du peuple azerbaïdjanais. Le musée est situé dans l’immeuble du marchand Hadji Mameg Husseyn Mammadov, connu comme « maison avec chaînes » (qui sont situées sur le toit).
Le Musée privé du Livre miniature, fondé par Zarifa Salakhova, a été ouvert le 23 avril 2002. Il compte 6 000 livres miniatures, collectés pendant 27 ans. Actuellement, 4 350 livres miniatures, publiés dans 62 pays du monde, sont exposés au musée.
La maison–musée du pianiste et compositeur de jazz Vagif Mustafa Zadeh (1940 - 1979) a été fondée en 1989. Il compte plus de 1 200 objets. Ce sont des œuvres d’art, des objets de ménage et les affaires personnelles du compositeur, ainsi que des photos, affiches, disques et ses documents.
La maison-musée du peintre du peuple et du spécialiste dans le tissage de tapis Kamil Aliyev (1921 - 2005) est située dans un immeuble à quatre étages. Il était l’un des premiers peintres azerbaïdjanais, créant des portraits des personnages célèbres sur le tapis. Le peintre y a vécu 11 mois. Il est décédé à l’âge de 83 ans. Il y a 127 tapis dans ce musée. Il y a aussi des travaux inachevés.

## Galerie

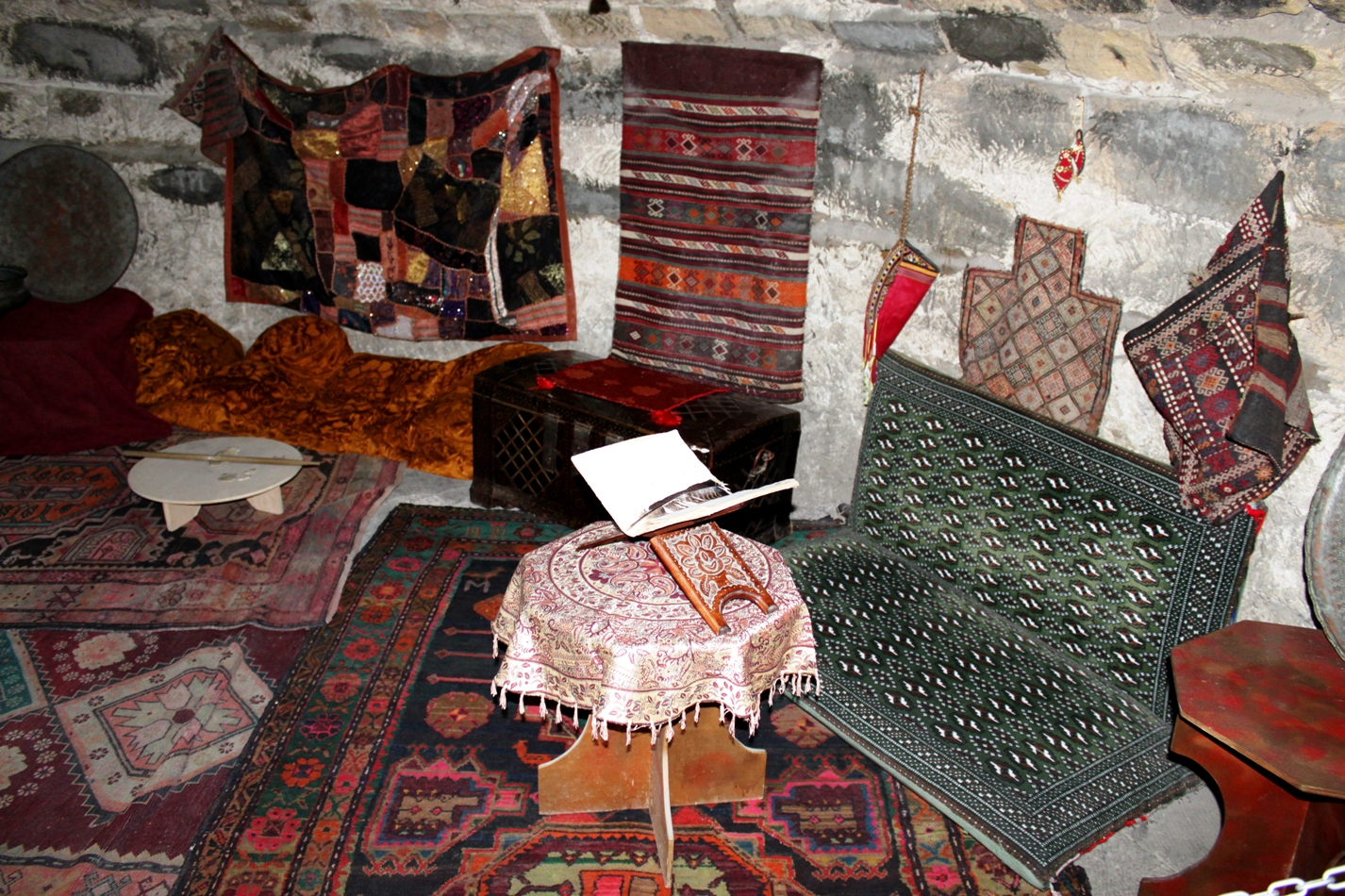
La Tour de la Vierge
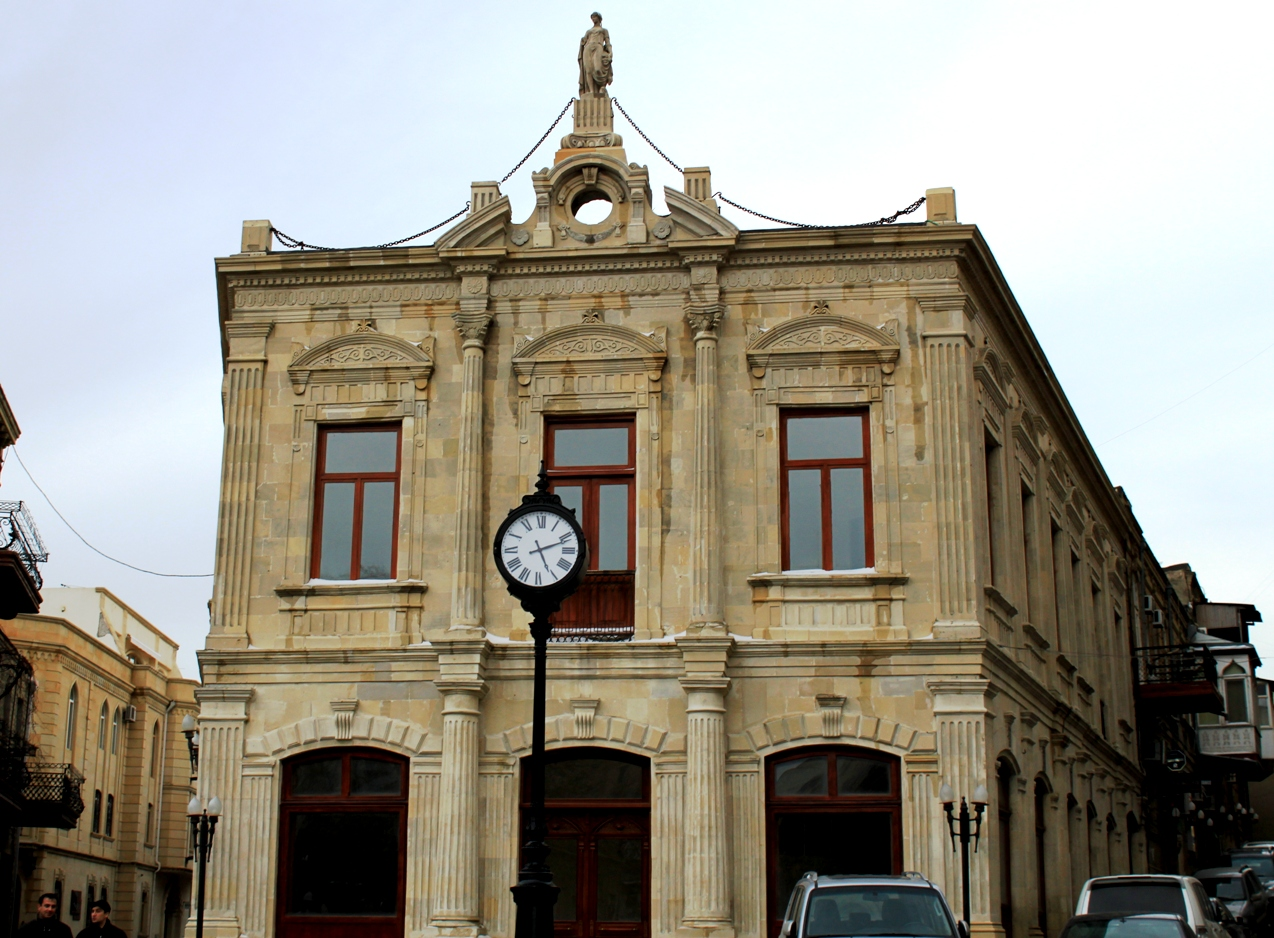
Le musée de l’archéologie
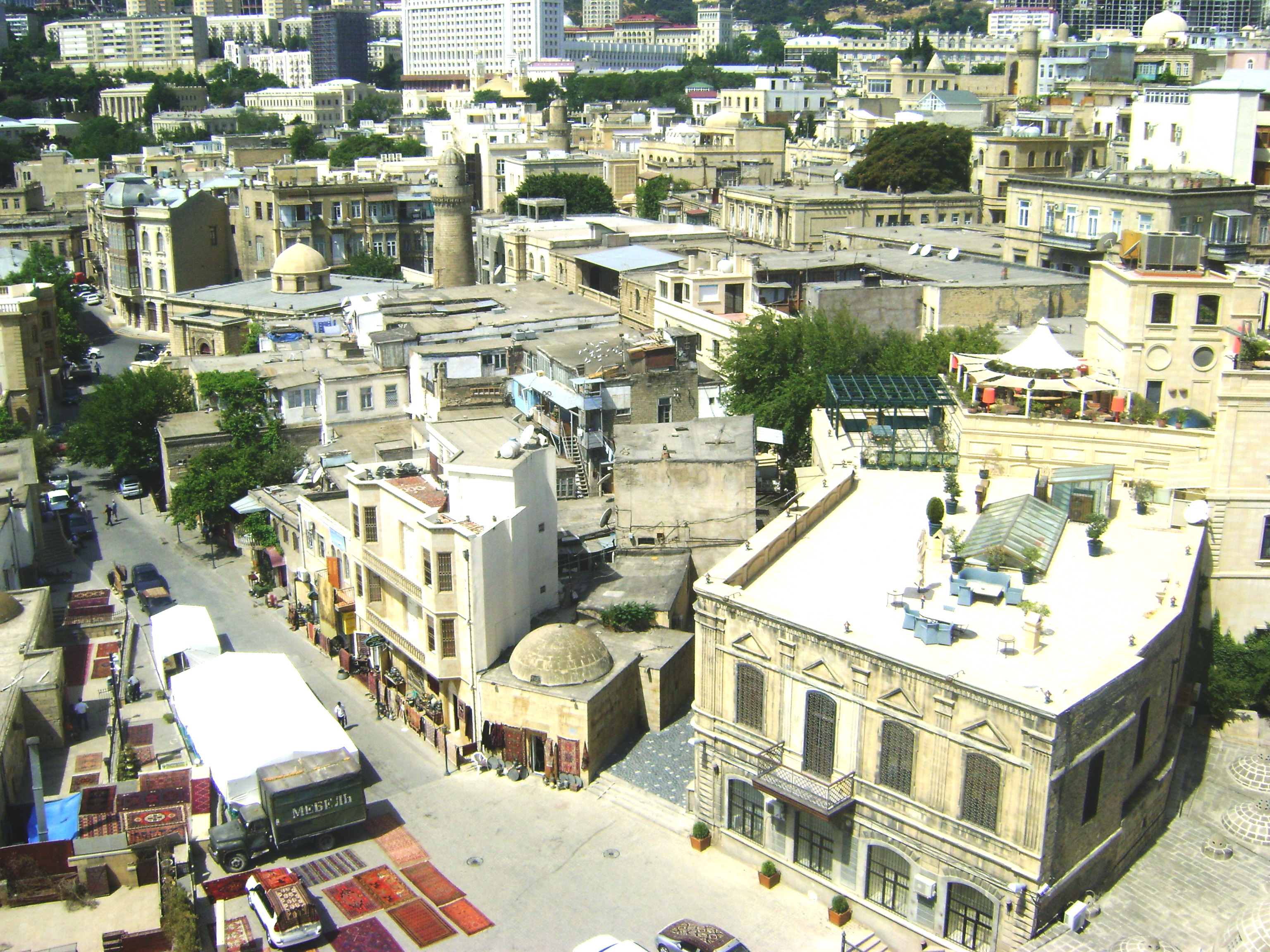
Le panorama de la Vieille Ville du haut de la Tour de la Vierge

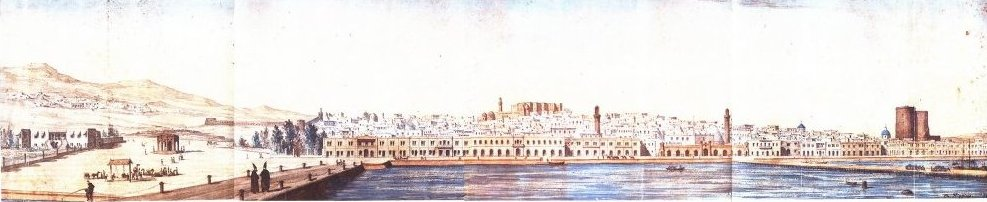
Le dessin daté de 1865 représente le panorama de Bakou (en général, la Vieille ville).